# Sonic Boom: Fuoco e ghiaccio
Sonic Boom: Fuoco e ghiaccio (Sonic Boom: Fire & Ice) è un videogioco Sazaru Games per Nintendo 3DS, appartenente al franchise di Sonic; fa parte del franchise spin-off Sonic Boom, assieme ai giochi Sonic Boom: L'ascesa di Lyric e Sonic Boom: Frammenti di cristallo e all'omonima serie animata.

## Trama
Il Dr. Eggman scopre l'esistenza di un potente materiale, la Magnite, con cui potenziare i suoi robot. Così costruisce D-Fecto, un robot malvagio messo alla ricerca e all'estrazione della Magnite tramite forza magnetica. Ma qualcosa non va e D-Fecto inizia ad attirare a sé tutti i materiali tranne la Magnite. Il piccolo robot ne approfitta per potenziarsi con i poteri di una gigantesca creatura dal fuoco e del ghiaccio e sconfiggere il Team Sonic. Toccherà così a Sonic, Tails, Knuckles, Amy e Sticks fermare D-Fecto e il Dr. Eggman.

## Personaggi
- Sonic the Hedgehog: In questo gioco ha le braccia blu come il resto del corpo anziché beige, è più alto e indossa un foulard marrone e delle fasce sportive. È caratterizzato da una grande passione per l'avventura, è pieno di fiducia in se stesso e prende le sfide con spensieratezza. Dimostra di avere un atteggiamento ironico, facendo anche battute sarcastiche, ma quando i suoi amici sono in difficoltà si mantiene serio e corre in loro aiuto. La principale abilità di Sonic è la sua capacità di muoversi a una velocità superiore a quella del suono.
- Miles "Tails" Prower: In questo gioco l'aspetto è rimasto invariato se non per i vestiti. Oltre ad essere un pilota aereo, ricopre il ruolo di stratega e specialista.
- Knuckles the Echidna: In questo gioco è più muscoloso e robusto e indossa anch'egli delle fasce sportive, tuttavia, a differenza dell'originale, ha un QI molto basso, per esempio confonde la destra con la sinistra. Con i suoi muscoli è capace di distruggere massi di grandi dimensioni, robot e scavare buche.
- Amy Rose: l'aspetto è rimasto invariato se non per i vestiti sportivi. Funge da atleta della squadra, è molto agile e sicura di sé. La sua arma è un grande martello chiamato martello Piko-Piko.
- Sticks the Badger: nuovo personaggio fungente da protagonista. È un tasso della giungla che ha trascorso gran parte della sua vita da sola nella natura selvaggia e in quanto tale è nuova nel gruppo di amici. Dopo l'incontro con il gruppo stringe un forte legame con i quattro, in particolare con Amy. Utilizza armi fatte a mano in ogni momento, in particolare un boomerang.
- Dr. Eggman: in questo gioco il suo aspetto ovale è stato "rovesciato", ha i baffi più corti e indossa una divisa da militare rossa e gialla. Un genio del male amante dei robot, da sempre intento a rendere il mondo il proprio impero, si alleerà con Lyric, anche se con un po' di disagio. In realtà è intento a tradirlo quando sarà ad un passo dalla vittoria.
- D-Fecto (D-Fekt): il vero antagonista principale del gioco. Un potente e malvagio androide creato dal Dr. Eggman, si impossessa dei poteri di una gigantesca creatura di fuoco e di ghiaccio per uccidere il Team Sonic, ma viene praticamente sconfitto da Sonic e Sticks.

## Doppiaggio
| Personaggio          | Doppiatore giapponese | Doppiatore inglese     | Doppiatore italiano  |
| -------------------- | --------------------- | ---------------------- | -------------------- |
| Sonic the Hedgehog   | Jun'ichi Kanemaru     | Roger Craig Smith      | Renato Novara        |
| Miles "Tails" Prower | Ryō Hirohashi         | Colleen O'Shaughnessey | Benedetta Ponticelli |
| Knuckles the Echidna | Nobutoshi Canna       | Travis Willingham      | Maurizio Merluzzo    |
| Amy Rose             | Taeko Kawata          | Cindy Robinson         | Serena Clerici       |
| Sticks the Badger    | Aoi Yūki              | Nika Futterman         | Anna Mazza           |
| Dr. Eggman           | Kōtarō Nakamura       | Mike Pollock           | Aldo Stella          |
| Orbot                | Mitsuo Iwata          | Kirk Thornton          | Massimo Di Benedetto |
| Cubot                | Wataru Takagi         | Wally Wingert          | Luca Sandri          |

## Accoglienza
| Testata                                 | Giudizio |
| --------------------------------------- | -------- |
| Metacritic (media al 27 settembre 2016) | 62/100   |
| Destructoid                             | 7/10     |
| Game Informer                           | 7/10     |
| IGN                                     | 7,5/10   |
| Nintendo Life                           | [ 7 ]    |
| Nintendo World Report                   | 7/10     |

Fuoco e ghiaccio ha ricevuto recensioni miste, ma con punteggi più alti di L'ascesa di Lyric e Frammenti di cristallo; su Metacritic ha 62/100. La stampa ha apprezzato le migliorie rispetto ai due precedenti e il ritorno alla velocità come elemento chiave, criticando però trama, musiche, facilità e, in maniera minore, la grafica.
Brian Shea di Game Informer ha dato 7/10 affermando che "rappresenta un grande passo nella giusta direzione per la serie spin-off. Pur presentando ancora delle peculiarità, è un'esperienza divertente e semplice, adatta a chiunque. Sebbene io preferisca ancora di gran lunga i classici giochi di Sonic, Fire & Ice è un piacevole spin-off che riporta in primo piano alcuni degli elementi più interessanti di quei giochi."
Jared Petty di IGN ha dato 7,5/10, descrivendo il gioco "Un platform veloce e divertente che ti permette di giocare come preferisci. I giochi di Sonic hanno spesso faticato a offrire la velocità e l'emozione implicite nell'omonimo riccio della serie, pur consentendo un'esplorazione significativa e gratificante, ma Sonic Boom: Fire and Ice raggiunge egregiamente entrambi gli obiettivi in perfetto stile platform 2D. Puoi sfrecciare, ma in qualsiasi momento sei libero di deviare e assecondare la tua curiosità scoprendo sfide nascoste e oggetti collezionabili. Mentre la direzione artistica e la musica di Fire and Ice sono tristemente generiche, la struttura dei livelli ben costruita crea una solida esperienza in stile arcade che offre un senso di velocità straordinaria pur consentendo un ragionevole grado di controllo. Sonic Boom attinge con successo a gran parte di ciò che rende appagante il meglio del gameplay classico di Sonic, vi aggiunge una struttura esplorativa meglio concepita e la remixa in un pacchetto intelligente, coeso e gratificante."